# Афанасьев, Аввакум Григорьевич
Авваку́м Григо́рьевич Афана́сьев (19 ноября 1860 — после 1917) — волостной старшина, депутат Государственных дум II и IV созывов от области Войска Донского.

## Биография

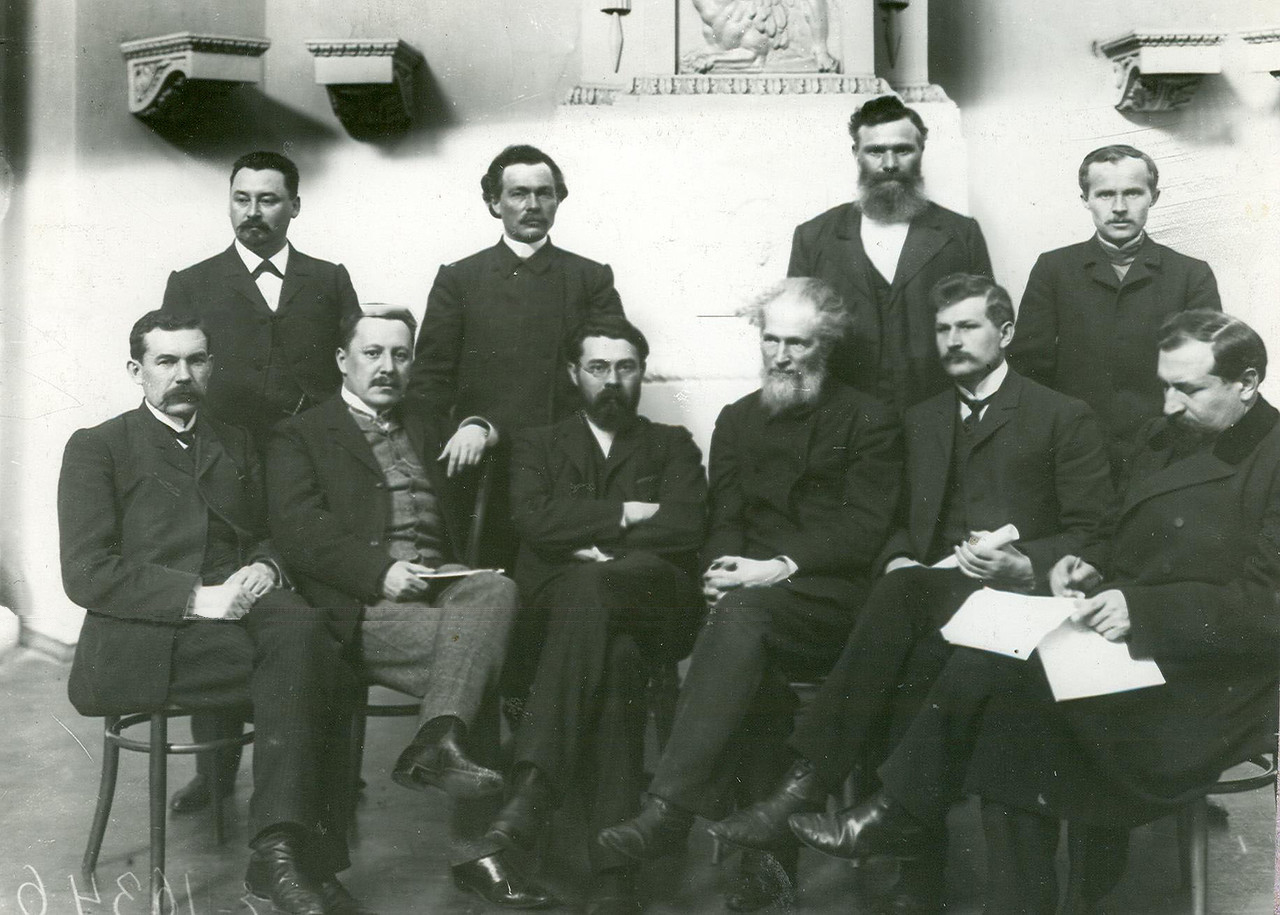
Члены Государственной думы II созыва от области Войска Донского. Стоят: К.П. Каклюгин, А.Ф. Панфилов, А.Г. Афанасьев, Н.В. Фомин. Сидят: М.С. Воронков, А.И. Петровский, В.А. Харламов, А.С. Петров, И.И. Ушаков, М.П. Араканцев

По национальности «малоросс» (украинец). Крестьянин села Маныческо-Рудсковского Манычско-Грузской волости Сальского округа Области войска Донского.
Учился в сельской школе. Занимался земледелием на наделе площадью 15 десятин. Два трёхлетия с 1891 по 1896 год служил волостным старшиной Манычско-Грузской волости. С 1900 более 12 лет служил учётчиком волостных средств.
Был выборщиком в 1-ю Государственную Думу, но из-за равенства шаров в результате жребия избран не был.
7 февраля 1907 года избран во II Государственную думу от съезда уполномоченных от волостей области Войска Донского. Входил в Конституционно-демократическую фракцию и Казачью группу. Выступал по вопросам об избрании Продовольственной комиссии, по аграрному вопросу, о величине контингента новобранцев на призыв 1907. После роспуска Думы был вынужден около двух лет скрываться в Сибири. Перед выборами в 4-ю Думу уполномоченный по защите волостных дел в судебных учреждениях.

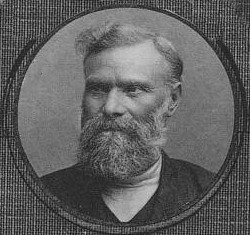
Депутат 4-й Думы, 1913

25—26 октября 1912 избран в IV Государственную думу от съезда уполномоченных от волостей области Войска Донского. Вошёл в состав Конституционно-демократической фракции. Был членом думской комиссии по переселенческому делу, земельной комиссии и комиссии по военным и морским делам. Входил в Прогрессивный блок. Предполагалось, что в мае 1916 года Афанасьев вслед за П. А. Леванидовым подаст заявление о выходе из кадетской фракции в связи с принятием фракцией поправки к первой статье закона о крестьянском равноправии о распространении служебных прав и преимуществ на евреев. Однако данных о выходе А. Г. Афанасьева из фракции нет.
После Февральской революции действовал по поручениям Временного комитета Государственной думы. Например в апреле 1917 года по поручению Временного комитета посетил Куберле, где по словам станичников «разъяснил все вопросы, касающиеся жизни». Принимал участие в частных совещания членов IV Государственной думы.
Дальнейшая судьба и дата смерти неизвестны.

## Семья
- Был женат, имел пятеро детей[3].
  - Сын? — Николай (1899—?), во ВСЮР и Русской Армии, юнкер в Атаманском военном училище до эвакуации Крыма. Эвакуирован на корабле «Лазарев»[7].

### Архивы
- Российский государственный исторический архив. Фонд 1278. Опись 1 (2-й созыв). Дело 20; Дело 547. Лист 17; Опись 9. Дело 35.